# Hippopotamus
Hippopotamus is een geslacht in de familie van de nijlpaarden (Hippopotamidae). Er is één overlevende soort, het nijlpaard. Andere soorten leefden tijdens het Plioceen, Pleistoceen en Holoceen in Afrika, Madagaskar en Europa, waaronder verschillende eilanden in de Middellandse Zee.

## Soorten
Het geslacht omvat de volgende soorten:
- †Hippopotamus aethiopicus
- Hippopotamus amphibius – Nijlpaard
- †Hippopotamus antiquus
- †Hippopotamus behemoth
- †Hippopotamus creutzburgi
- †Hippopotamus gorgops
- †Hippopotamus kaisensis
- †Hippopotamus laloumena
- †Hippopotamus lemerlei
- †Hippopotamus madagascariensis
- †Hippopotamus major
- †Hippopotamus melitensis
- †Hippopotamus minor – Cyprusdwergnijlpaard
- †Hippopotamus pentlandi
- †Hippopotamus sirensis